# Guerrilla de Ñancahuazú

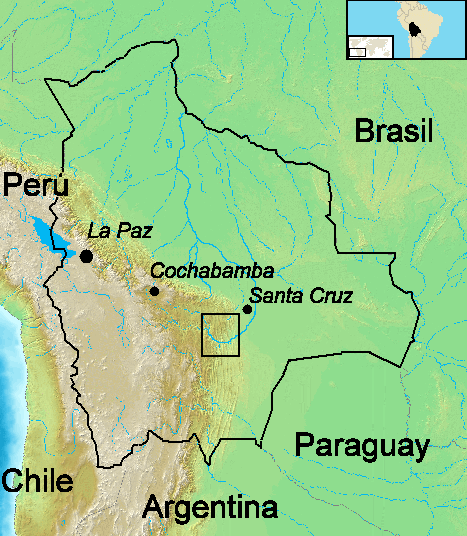
Mapa de Bolívia. El requadre assenyala la zona d'acció de la guerrilla del Che Guevara el 1966-1967

La Guerrilla de Ñancahuazú fou el grup guerriller comandat per Ernesto «Che» Guevara a Bolívia entre 1966 i 1967, que va finalitzar amb la seva mort i la de la major part dels seus integrants. El grup va establir el seu campament base en una finca travessada pel riu Ñancahuazú, tributari estacional del riu Grande, a 250 quilòmetres al sud-oest de la ciutat de Santa Cruz de la Sierra.

## Preparació
Després de la retirada del Congo, Che Guevara es va refugiar algunes setmanes a l'ambaixada cubana de Tanzània on va escriure el testimoni de l'experiència insurgent que després es publicaria el 1999 amb el títol de Pasajes de la guerra revolucionaria: Congo.
Amb posterioritat es va traslladar a Praga on va romandre cinc mesos en una casa de seguretat del Servei Secret cubà. Aquest és un dels períodes menys coneguts de la seva vida en el qual va analitzar els següents passos que el portarien a iniciar l'acció guerrillera a Bolívia.
Alguns dels seus biògrafs consideren que és altament probable que hagués estudiat i escrit força, però fins al 2006 no hi havia certesa que existissin els Los cuadernos de Praga. No obstant això, d'aquest període daten les anotacions i comentaris al manual oficial soviètic sobre Economia Política, amb gran diversitat de crítiques i reformulacions de l'anomenat «socialisme científic». Aquests textos van ser considerats apòcrifs i encara romanen en la seva major part inèdits.
Després d'analitzar diverses opcions, Che Guevara, amb el suport de Fidel Castro, va decidir establir un foco guerriller a Bolívia: un país que estant al cor de Sud-amèrica i limitant amb Argentina, Xile, Perú, Brasil i Paraguai, permetia estendre amb facilitat la guerra de guerrilles a tot el subcontinent, sobretot al seu país natal.
El 21 de juliol de 1966 Guevara va tornar secretament a Cuba. Allí es va reunir amb Fidel Castro, la seva esposa Aleida March, Orlando Borrego i el grup de guerrillers que l'acompanyaria a Bolívia. El 2 de novembre, sense revelar la seva identitat, va veure per última vegada els seus fills, amb excepció de Hilda, la major, perquè podria reconèixer-lo.

## La situació a Bolívia

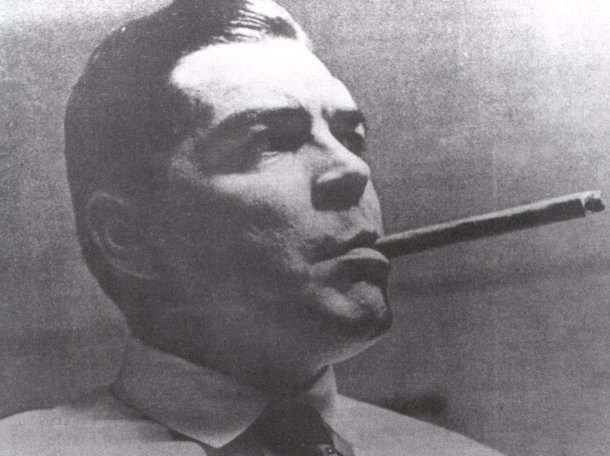
Che Guevara com l'economista uruguaià Adolfo Mena González, identitat falsa utilitzada el 1966 per a ingressar a Bolívia

El 1966, Bolívia estava governada per una dictadura dirigida pel general René Barrientos, que havia enderrocat al president Víctor Paz Estenssoro i havia posat fi a la revolució nacionalista-popular iniciada el 1952. La població era majoritàriament camperola i indígena. La poderosa Central Obrera Boliviana, amb influència en els obrers miners, va encapçalar una fèrria oposició al règim que el 1965 va expulsar del país al seu secretari general, Juan Lechín Oquendo, fet que va generar protestes generalitzades i l'establiment de l'estat de setge.
La possibilitat d'una acció guerrillera a Bolívia, amb l'objectiu d'ampliar-la a Argentina, era preparada directament pel Che Guevara des d'anys abans. La fracassada experiència de l'Exèrcit Guerriller del Poble a Salta, dirigida per Jorge Masetti, a la frontera amb Bolívia, el 1963-1964, n'era un antecedent destacat. El 1964, Guevara havia enviat a l'argentina-alemanya Tamara Bunke «Tania» com a agent encarregada d'infiltrar el govern militar de La Paz, mentre que Ciro Bustos havia d'organitzar una xarxa de suport a Argentina, sobre la base de diferents grups dissidents del Partit Comunista. A mitjan any 1966, el Che va enviar a Bolívia dos dels seus homes de confiança, Harry Villegas «Pombo» i Carlos Coello «Tuma», on ja es trobava José María Martínez Tamayo «Papi» o «Ricardo», organitzant els contactes i preparant la situació.
El Partit Comunista Bolivià (PCB), dirigit per Mario Monje, mantenia una posició ambigua pel que fa a la lluita armada. D'una banda, el mateix Monje i altres militants del PCB havien rebut entrenament militar a Cuba. D'altra banda, Monje i altres dirigents havien expressat en ocasions la seva oposició a una acció guerrillera a Bolívia. La postura de Monje i del PCB ha estat molt qüestionada davant de l'acció del Che Guevara i els seus homes a Bolívia.

## L'establiment de l'ELN a Bolívia

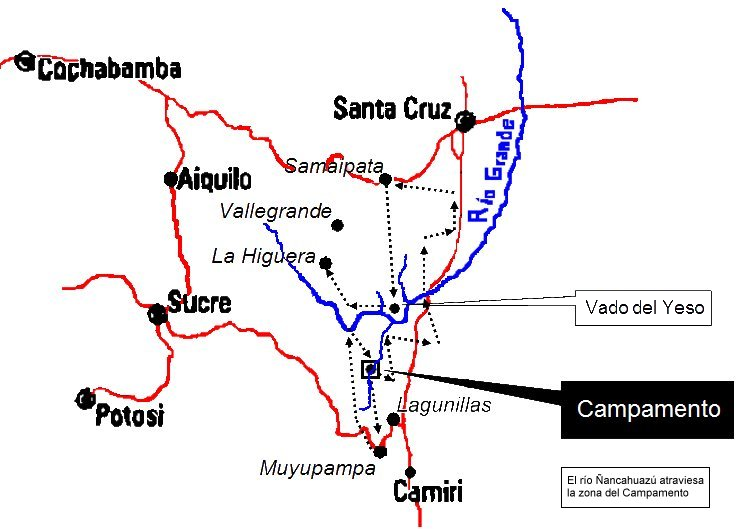
La ruta del Che. La línia puntejada assenyala el camí del grup guerriller dirigit per Guevara fins al lloc en què va ser afusellat. Avui és un circuit de memòria i turístic.

El 3 de novembre de 1966 el Che Guevara va arribar a Bolívia sota la identitat falsa d'un economista uruguaià anomenat Adolfo Mena González. El 7 de novembre, dia en què comença el seu Diario de Bolivia, es va instal·lar amb vint-i-quatre homes, nou d'ells bolivians, en una gran finca adquirida per Roberto Peredo Leigue «Coco», a la zona sud-est del país, just al límit dels departaments de Santa Cruz i Chuquisaca, on els últims contraforts de la serralada dels Andes s'uneixen amb la regió del Gran Chaco.
El lloc estava situat en una zona gairebé deshabitada, massa lluny de la frontera amb Argentina i va ser decidit pràcticament sense cap anàlisi estratègica i amb poca consciència de la seva situació. La base guerrillera es va ubicar en una propietat de 1500 hectàrees de selva en una àrea muntanyenca travessada pel riu Ñancahuazú, tributari estacional del riu Grande, en una àrea d'influència guaraní.

### Exèrcit d'Alliberament Nacional de Bolívia (ELN)
El grup guerriller va adoptar el nom d'Exèrcit d'Alliberament Nacional de Bolívia (ELN). El 31 de desembre de 1966 va arribar al campament guerriller de Ñancahuazú Mario Monje, secretari general del Partit Comunista Bolivià. L'entrevista entre Monje i Guevara va fracassar, car Monje va reclamar la direcció de la guerrilla davant la negativa del Che. Monje va sol·licitar als combatents bolivians del seu partit abandonar la guerrilla rebent un no rotund. Monje es va retirar del campament i va intentar per tots els mitjans minvar el suport de les joventuts comunistes a la iniciativa del Che. Inti Peredo, el germà de Coco, es convertí en el líder dels guerrillers bolivians dins de l'ELN. Poc després, Moisés Guevara, líder d'un grup maoista dissident del Partit Comunista Bolivià, es va sumar també a l'ELN amb diversos homes. Llavors la guerrilla es considerava integrada per entre 50 i 200 membres.
L'1 de febrer de 1967 el Che va partir amb la major part del grup amb la finalitat de reconèixer el terreny circumdant i realitzar entrenaments. Assetjats per infinitat de dificultats, van tornar al campament el 20 de març. Aleshores, però, el govern bolivià ja sabia de la presència de la guerrilla guevarista i començava a organitzar una àmplia operació repressiva.
Poc abans, l'11 de març, dos homes del grup de Moisés Guevara, Vicente Rocabado i Pastor Barrera, havien desertat i van ser detinguts tres dies després per la policia. Rocabado va confessar que es tractava d'un grup guerriller dirigit pel Che Guevara. Aquest mateix dia el govern bolivià va sol·licitar la cooperació dels Estats Units i va organitzar un sistema d'intel·ligència coordinat amb Argentina, Brasil, Xile, Perú i Paraguai.
Simultàniament, Tamara Bunke «Tania», el francès Régis Debray, l'argentí Ciro Bustos i el peruà Juan Pablo Chang havien arribat al campament. Aquests últims van tornar a partir uns dies després per organitzar grups de suport, però Tania, que havia estat descoberta, va romandre com a combatent. L'arribada de Tania, brillant oficial d'intel·ligència, entrenada en els més avançats mètodes de l'època i encarregada encoberta de la logística de la guerrilla des de La Paz, no té explicació aparent, i el Che esclata quan la veu, relat que bolca en el seu diari. Recentment, testimonis inèdits d'Arnaldo Piñeira i de l'amic entranyable de Guevara, Alberto Granado, obren una altra hipòtesi, tal vegada més creïble que un «caprici» de Tamara Bunke.

## Els enfrontaments armats
El 23 de març del 1967, l'ELN va emboscar una unitat militar, va matar set soldats, va fer vint-i-un presoners i van obtenir una còpia del pla de l'exèrcit per combatre'ls. L'endemà un avió AT-6 va bombardejar els voltants del campament i el 27 de març el combat va guanyar la primera plana internacional.
Les tropes guerrilleres van començar llavors a circular per la zona amb la finalitat d'escapar del setge que estava formant l'exèrcit bolivià. El 17 d'abril, Guevara va dividir les seves forces, posant a Juan Vitalio Acuña Nuñez «Joaquín» al comandament de la segona columna, en la qual van romandre els malalts, entre ells Tania. Ambdues columnes es perdrien i no tornarien a trobar-se.
L'ELN va començar a patir baixes en combats aïllats. El 10 d'abril va morir el cubà Jesús Suárez Gayol «Rubio». Pocs dies després, va desaparèixer Jorge Vázquez «Loro». En realitat havia estat ferit i després va ser segrestat per l'exèrcit a l'hospital i llançat viu des d'un helicòpter. En aquest assassinat va quedar en evidència que per a reprimir la guerrilla l'exèrcit bolivià estava plenament disposat a utilitzar mètodes de guerra bruta. Més endavant va morir Eliseo Reyes «Rolando» que acompanyava el Che des de la campanya de Sierra Mestra.
El 20 d'abril la guerrilla va patir un cop dur en ser capturats a Régis Debray i Ciro Bustos quan intentaven deixar la zona. Ciro Bustos va dibuixar tots els integrants de l'ELN brindant informació a l'exèrcit sobre la guerrilla. Va ser llavors quan Debray va confirmar definitivament la presència del Che Guevara. Els actes de Debray i Bustos sota tortura han estat discutits, assenyalant Bustos com a delator. A finals d'abril l'exèrcit havia bloquejat la sortida dels guerrillers cap al riu Grande, obligant-los a creuar la muntanya. En el resum del mes d'abril el Che Guevara escriu en el seu diari:
| « | L'aïllament segueix essent total; les malalties han minat la salut d'alguns companys, obligant-nos a dividir forces, fet que ens ha llevat molta efectivitat; encara no hem pogut establir contacte amb Joaquín; la base camperola segueix sense desenvolupar-se; encara que sembla que mitjançant el terror planificat aconseguirem la neutralitat de la majoria, el suport vindrà després. No s'ha produït una sola incorporació. | » |

Durant el mes de maig els guerrillers van escapar una vegada i una altra del setge. El 5 de juny els oficials al comandament de les tropes del govern van ser reemplaçats i es va establir un sistema més descentralitzat sota el pla Cynthia. El juny i juliol l'ELN va perdre set homes en una sèrie de petits combats: Casildo Condori Vargas «Víctor», Antonio Sánchez Díaz «Marcos», Carlos Coello «Tuma», Julio Velazco Montaño «Pepe» (desertor que es va rendir a l'exèrcit i posteriorment va ser assassinat), Serapio Aquino Tudela «Serapio», Raúl Quispaya Choque «Raúl» i José María Martínez Tamayo «Papi».
L'1 d'agost van arribar a La Paz dos agents de la CIA per a sumar-se a la captura del Che Guevara: els cubà-estatunidencs Gustavo Villoldo i Félix Rodríguez. El 14 d'agost l'exèrcit va prendre el campament de Ñancahuazú on, entre altres coses, van trobar fotos dels guerrillers fetes per Tania. El 31 d'agost l'exèrcit va emboscar la columna de Joaquín a Vado del Yeso, mentre intentaven travessar el riu, resultant morts Juan Vitalio Acuña Nuñez «Joaquín», Haidee Tamara Bunke Bider «Tania», Apolinar Aquino Quispe «Polo», Walter Arencibia Ayala «Walter», Moisés Guevara Rodríguez «Moisés», Gustavo Machín Hoed de Beche «Alejandro», Freddy Maymura Hurtado «Médico» o «Ernesto» (capturat ferit i assassinat) i Israel Reyes Zayas «Braulio». Els seus cossos van ser primer exposats i després enterrats clandestinament.
El grup es trobava completament aïllat i el Che afectat greument per l'asma i sense medicaments. El grup va abandonar llavors la zona del riu Ñancahuazú per escalar els alts contraforts muntanyencs situats a l'oest i dirigir-se cap a la zona de La Higuera. El 17 de setembre es va realitzar a Camiri el judici contra Debray i Bustos, en el qual van ser condemnats a 30 anys de presó, cridant l'atenció mundial i que va ser seguit per ràdio pels guerrillers.
A mitjans de setembre, els militars bolivians ja sabien la ruta que estava seguint la columna guerrillera, mitjançant la informació que rebien dels pobladors. El 26 de setembre van entrar al petit llogaret de La Higuera, trobant-hi només dones i infants. El Che va enviar un escamot de set homes que en sortir del poble van ser emboscats pels rangers, morint-ne tres: Roberto Peredo «Coco», Mario Gutiérrez «Julio» i Manuel Hernández Osorio «Miguel», quedant ferits Benigno i Pablo, i desertant Camba i León. Després d'aquest combat, l'acabat de crear cos de rangers bolivians, entrenats per assessors militars de l'exèrcit nord-americà, es va sumar a la persecució.

El Che i els 16 supervivents de l'ELN van escapar grimpant a més alçada, aconseguint amagar-se durant tres dies. El 30 de setembre el president Barrientos va arribar a Vallegrande per fer acte de presència anticipant la derrota dels guerrillers. En aquestes condicions el Che va intentar trobar una ruta de descens que els portés al riu Grande i fugir a través d'aquest. El 7 d'octubre van començar a baixar per un congost abrupte cap al riu. Aquella nit realitzà l'última anotació del seu diari:
| « | OCTUBRE 7. Es van complir els 11 mesos de la nostra inauguració guerrillera sense complicacions, bucòlicament; fins a les 12:30 h en què una vella, pasturant les seves cabres, va entrar al congost en què havíem acampat i va caldre capturar-la. La dona no ha donat cap notícia fidedigna sobre els soldats, contestant a tot que no ho sap, que fa temps que no va per allà. Només va donar informació sobre els camins; de resultes de l'informe de la vella es desprèn que estem aproximadament a una llegua de Higueras, a una altra de Jagüey i a unes 2 de Pucará. A les 17:30, Inti, Aniceto i Pablito van anar a casa de la vella que té una filla postrada i una mig nana; se li va donar 50 pesos amb l'encàrrec que no digués ni una paraula, però amb poques esperances que compleixi malgrat les seves promeses. Sortim els 17 amb una lluna molt petita. La marxa va ser molt fatigosa i deixant molt rastre pel congost on estàvem, que no té cases a prop, però sí sembrats de papa regats per séquies de la mateixa riera. A les 2 vam parar a descansar, car ja era inútil seguir avançant. El Chino es converteix en una veritable càrrega quan cal caminar de nit. | » |

El 8 d'octubre de 1967, els 17 guerrillers supervivents van ser sorpresos pels nouvinguts rangers mentre intentaven descendir per la Quebrada del Yuro. El Che va dividir els seus homes en tres grups. Després de tres hores de combat, el Che resultà ferit en una cama i fou capturat amb el bolivià Willy i el peruà Chang, mentre que tres dels seus homes van perdre la vida: René Martínez Tamayo «Arturo», Orlando Olo Pantoja Tamayo «Antonio», Aniceto Reinaga Cordillo «Aniceto». Alberto Fernández Montes de Oca «Pacho» va ser malferit i va morir l'endemà. Uns altres quatre guerrillers van ser perseguits i assassinats quatre dies després, essent enterrats en tombes clandestines: Octavio de la Concepción de la Pedraja «Moro», Francisco Huanca Flores «Pablo», Lucio Edilverto Garvan Hidalgo «Eustaquio» i Jaime Arana Campero «Chapaco».
Cal destacar que sis guerrillers (Pombo, Benigno, Urbano, Inti, Darío i Ñato) van aconseguir trencar el setge i escapar. L'exèrcit els va perseguir abatent Ñato, però els cinc restants van aconseguir finalment sortir de Bolívia gràcies a l'ajuda d'alguns integrants del Partit Comunista Bolivià i de la secció xilena, entre els quals es va destacar el llavors senador Salvador Allende.
Durant el 1967, l'ELN va emetre cinc comunicats al poble bolivià, encara que només el primer va aconseguir difusió pública. El Che, per la seva banda, havia escrit el seu famós Mensaje a los Pueblos del Mundo, llegit a la Tricontinental, el 16 d'abril de 1967, que s'inicia amb una cita de José Martí, «és l'hora dels forns i no s'ha de veure més que la llum», i on s'inclouen algunes de les seves afirmacions més contundents i radicals, com:

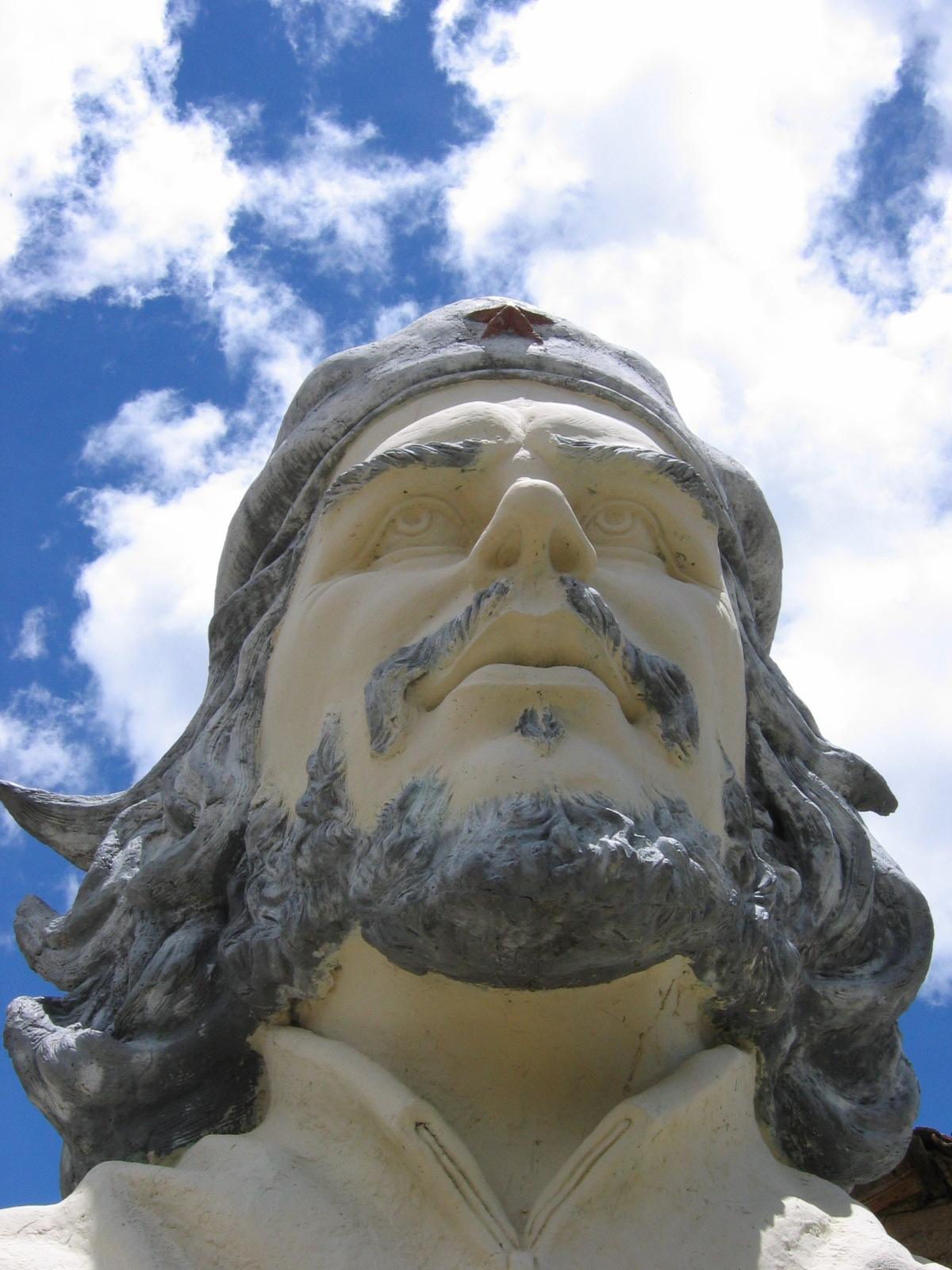
Estàtua del Che Guevara en La Higuera

| « | Els pobles de tres continents observen i aprenen la seva lliçó a Vietnam. Ja que, amb l'amenaça de guerra, els imperialistes exerceixen el seu xantatge sobre la humanitat, no témer la guerra és la resposta justa. Atacar dura i ininterrompudament en cada punt de confrontació ha de ser la tàctica general dels pobles. | » |

| « | Els començaments no seran fàcils; seran summament difícils. Tota la capacitat de repressió, tota la capacitat de brutalitat i demagògia de les oligarquies es posarà al servei de la seva causa. La nostra missió, en un primer moment, és sobreviure, després actuarà l'exemple perenne de la guerrilla realitzant la propaganda armada en l'accepció vietnamita de la frase, val a dir, la propaganda dels tirs, dels combats que es guanyen o es perden, però es donen, contra els enemics. El gran ensenyament de la invencibilitat de l'escamot calant en les masses dels desposseïts. La galvanització de l'esperit nacional, la preparació per a tasques més dures, per a resistir repressions més violentes. L'odi com a factor de lluita; l'odi intransigent a l'enemic, que impulsa més enllà de les limitacions de l'ésser humà i el converteix en una efectiva, violenta, selectiva i freda màquina de matar. Els nostres soldats han de ser així; un poble sense odi no pot triomfar sobre un enemic brutal. Cal portar la guerra fins on l'enemic la porti: a casa, als seus llocs de diversió; fer-la total. Cal impedir tenir un minut de tranquil·litat, un minut d'assossec fora de les seves casernes, i encara dins de les mateixes: atacar allà on es trobi; fer-ho sentir una fera assetjada en cada lloc que transiti. Llavors la seva moral anirà decaient. | » |

| « | Tota la nostra acció és un crit de guerra contra l'imperialisme i un clam per la unitat dels pobles contra el gran enemic del gènere humà: els Estats Units d'Amèrica del Nord. En qualsevol lloc que ens sorprengui la mort, benvinguda sigui, sempre que aquest, el nostre crit de guerra, hagi arribat fins a una oïda receptiva, i una altra mà empunyi les nostres armes, i altres homes s'afanyin a entonar els cants luctuosos amb esclafit de metralladores i nous crits de guerra i de victòria. | » |

Les circumstàncies en què es van desenvolupar les accions del Che Guevara a Bolívia han donat lloc a una gran quantitat de debats i discussions sobre el paper desenvolupat pels diversos protagonistes. S'ha discutit el paper jugat pel Partit Comunista Bolivià i la Unió Soviètica, abandonant a la guerrilla guevarista a la seva sort. S'ha discutit el paper de la CIA en la decisió d'afusellar clandestinament Guevara. S'ha discutit el paper de Fidel Castro, tant en el seu suport al Che d'anar cap a Bolívia com en les intencions darrere d'aquest suport, com també en l'aïllament en què va quedar el grup guerriller. S'ha discutit l'efecte de les fotos dels guerrillers preses per Tamara Bunke i trobades per l'exèrcit bolivià. S'ha discutit el rol exercit per Régis Debray i Ciro Bustos, i una possible delació, quan van ser detinguts en deixar el campament guerriller, per ser després torturats i jutjats. S'ha discutit fins i tot el rol del propi Che Guevara, de qui molts anys després, el propi Debray va dir que «el Che Guevara no va ser a Bolívia per vèncer, sinó per perdre».

## Mort d'Ernesto Che Guevara
A l'entrar a la Quebrada del Yuro, el Che Guevara va ordenar dividir el grup en dos, enviant els malalts davant i quedant-se amb la resta per a enfrontar les tropes del govern. Harry Villegas, un dels cinc supervivents, explica així aquest moment crític:
| « | Jo penso que ell va poder escapar. Però portava un grup de gent malalta que no es podia desplaçar a la mateixa velocitat que ell. Quan l'exèrcit comença la persecució, decideix parar-se i diu als malalts que segueixin. Mentrestant el setge es va tancant. No obstant això, els malalts aconsegueixen sortir. O sigui l'enemic va ser més lent que els malalts. Als que venien en la persecució directa, el Che els aguanta. Quan ell va a continuar, el setge es va tancar i llavors es produeix l'enfrontament directe. Però si ell hagués sortit amb els malalts, s'hauria salvat. | » |

En el combat, Guevara va ser ferit de bala a la cama esquerra i fet presoner juntament amb Willy pel sergent Bernardino Huanca, quan en intentar trencar el setge van caure al costat de les posicions ocupades per un morter de l'exèrcit i la seva dotació, poc després del migdia del 8 d'octubre. Instants després va arribar el capità dels rangers bolivians, Gary Prado Salmón, que el va identificar, li va lligar les mans a l'esquena i va manar un radiograma, que va rebre el tinent coronel Andrés Selich, sotscap del Regiment Pando d'enginyers militars amb seu a Vallegrande. Selich es va dirigir immediatament a la zona de combat i va ordenar el trasllat dels presoners a La Higuera, on van ser reclosos a les dues aules de l'escola, una precària casa de tova. Els militars bolivians van trobar en mans del Che diversos documents entre els quals els dos quaderns del seu Diari. Aquell dia Selich manté diverses converses, no gaire extenses, amb Guevara, mentre aquest es trobava lligat de peus i mans i sagnant de la ferida sense atendre, tirat al terra, on també van ser col·locats els cadàvers dels guerrillers abatuts.
La matinada del 9 d'octubre, van arribar a La Higuera, amb un helicòpter OH-23, el coronel Joaquín Zenteno Anaya i l'agent de la CIA Félix Rodríguez, amb uniforme militar bolivià i sota el nom de Capitán Ramos. Rodríguez va enviar un missatge xifrat als seus superiors, va mantenir breus converses amb el Che i va fotografiar cada pàgina del Diari. A les 12:30 es va rebre a La Higuera l'ordre d'assassinar el Che Guevara, però no resulta clar qui va rebre l'ordre, ja que tant el coronel Zenteno com l'agent Félix Rodríguez sostenen haver estat ells. L'ordre va provenir del mateix president Barrientos i existeixen dubtes sobre el grau de suport que la decisió va tenir per part dels Estats Units.

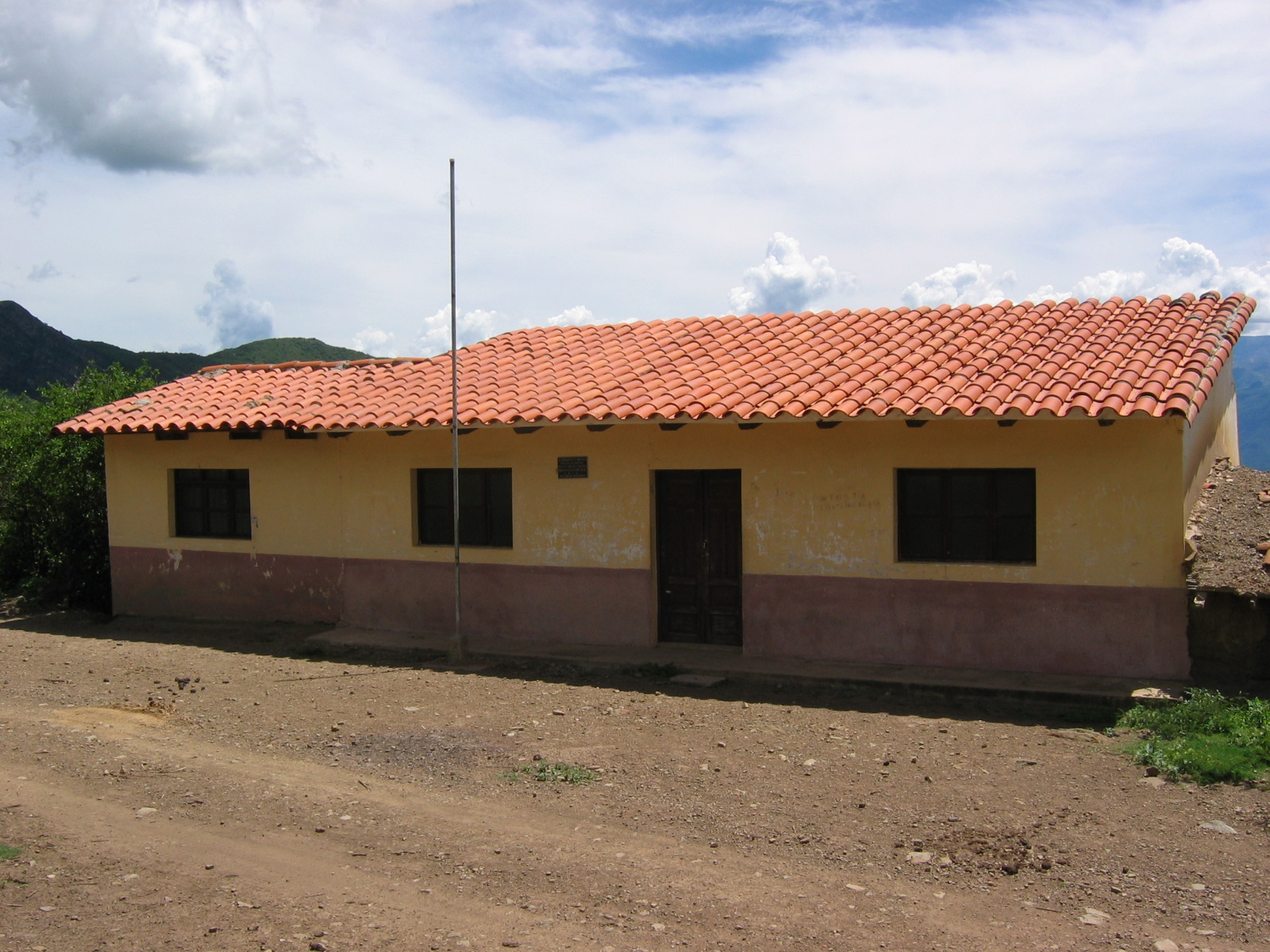
Escola de La Higuera, on va estar presoner i va ser assassinat el Che Guevara

Després d'haver rebut l'ordre, Félix Rodríguez va tornar a conversar amb el Che Guevara i li va fer diverses fotografies, les últimes en les quals apareix amb vida. A les 13:10 h va ser afusellat pel sergent Mario Terán mitjançant ràfegues de metralladora sota el cap per a simular la seva mort en combat, després que correguessin la mateixa sort Simeón Cuba Sanabria «Willy» i Juan Pablo Chang Navarro «Chino». El 1977 la revista Paris Match va entrevistar Mario Terán que va relatar de la següent forma els últims instants del Che Guevara:
| « | Vaig dubtar 40 minuts abans d'executar l'ordre. Vaig anar a veure el coronel Pérez amb l'esperança que l'hagués anul·lat. Però el coronel es va posar furiós. Així que vaig anar-hi. Aquest va ser el pitjor moment de la meva vida. Quan vaig arribar, el Che estava assegut en un banc. En veure'm va dir: «Vostè ha vingut a matar-me». Jo em vaig sentir cohibit i vaig baixar el cap sense respondre. Llavors em va preguntar: «Què han dit els altres?». Li vaig respondre que no havien dit res i ell va contestar: «Quins valents!». Jo no em vaig atrevir a disparar. En aquell moment vaig veure el Che gran, molt gran, enorme. Els seus ulls brillaven intensament. Sentia que es tirava a sobre i quan em va mirar fixament, em vaig marejar. Vaig pensar que amb un moviment ràpid el Che podria prendre'm l'arma. «Estigues serè», em va dir, «i apunta bé! Vas a matar un home!». Llavors vaig fer un pas enrere, cap al llindar de la porta, vaig tancar els ulls i vaig disparar la primera ràfega. El Che, amb les cames destrossades, va caure a terra, es va contorsionar i va començar a rajar moltíssima sang. Jo vaig recobrar l'ànim i vaig disparar-li la segona ràfega al braç, a l'espatlla i al cor. Ja era mort. | » |

### Restes dels guerrillers
La tarda del 9 d'octubre el cos del Che Guevara va ser portat en helicòpter a Vallegrande i va ser col·locat al safareig de l'hospital Nuestro Señor de Malta, on va romandre en exhibició pública durant dos dies, injectant-se-li gran quantitat de formaldehid per evitar-ne la descomposició.
Centenars de persones (soldats, pobladors, curiosos, periodistes) van concórrer a veure el cos. Existeix una gran quantitat de fotos en les quals el Che apareix amb els ulls oberts. Les monges de l'hospital i les dones de la vila van assenyalar la seva semblança amb Jesucrist i van tallar flocs del seu cabell per a preservar-los com a talismans. Els soldats i funcionaris es van quedar amb els objectes que portava el Che en morir. Com que ja estava decidit que es faria desaparèixer el cos del Che Guevara, com el de la resta de guerrillers, la nit del 10 d'octubre se li van tallar les mans al cadàver per conservar-les com a prova de la mort.
Existeixen diverses versions sobre la destinació final del cadàver. El general Juan José Torres va declarar que el cos havia estat cremat, mentre que el general Alfredo Ovando va afirmar el contrari. Hi ha consens entre els militars bolivians presents en el lloc que l'ordre de cremació va ser real, però que no va poder ser executada per manca dels mitjans adequats i també a causa del fet d'una eventual reacció negativa de la població pel fet que a Bolívia la cremació era il·legal. També existia cert consens sobre el fet que el cadàver del Che va ser enterrat la matinada de l'11 d'octubre pel tinent coronel Selich, en una fossa diferent dels altres sis guerrillers.
El 28 de juny de 1997, un equip de científics cubans van trobar a Vallegrande set cossos enterrats clandestinament en una sola fossa comuna, i van identificar entre ells, amb el suport del prestigiós Equip Argentí d'Antropologia Forense, el del Che Guevara i els de quatre dels seus homes. El cadàver mancava de mans, registrava un alt contingut de formaldehid i portava roba i elements compatibles amb els quals se suposa que portava al moment de ser enterrat.
El 12 de juliol de 1997 les restes van ser portades a Cuba, on van ser rebudes per una multitud per a ser sepultades a Santa Clara al memorial que guarden les restes de la majoria dels guerrillers que el van acompanyar en la seva expedició.